# Lassie (série télévisée d'animation, 1972)
Pour la série d'animation de 2014, voir Lassie (série télévisée d'animation, 2014).
Lassie (Lassie's Rescue Rangers) est une série télévisée d'animation américaine produite par Filmation composée d'un pilote de 60 minutes diffusé le 11 novembre 1972, suivi de quinze épisodes de 25 minutes diffusés du 15 septembre au 22 décembre 1973 sur le réseau ABC.
En France, la série est sortie dans une collection de VHS intitulée Les Aventures de Lassie. Il est difficile de savoir si tous les épisodes ont été doublés ou non. Malgré tout, elle reste inédite à la télévision.

## Synopsis
Lassie, une chienne colley vit avec la famille Turner. Cette dernière composée du père Ben, de Laura la mère ainsi que des enfants Susan Jackie et Ben Jr. s'occupe d'une organisation de sauvegarde forestière, la Forest Force. Dans leurs aventures, un indien, Gene Fox, leur vient en aide ainsi que les Rescue Rangers, un groupe d'animaux mené par Lassie.

## Distribution

### Voix originales
- Lassie : elle-même
- Ted Knight : Ben Turner
- Erika Scheimer : Susan Turner
- Lane Scheimer : Ben Turner Jr.
- Keith Sutherland : Jackie Turner
- Jane Webb : Laura Turner

### Voix françaises
- Bernard Woringer : Ben Turner
- Catherine Lafond : Susan Turner
- Edgar Givry : Jackie Turner
- Francette Vernillat : Ben Turner Jr.
- Jean-Claude Montalban : Gene Fox
- Serge Lhorca : Chef
- Jacques Torrens : Voix additionnelles

## Épisodes
1. Lassie and the Spirit of Thunder Mountain
2. The Animals Are Missing
3. Mystic Monster
4. Lassie's Special Assignment
5. The Imposters
6. Deadly Cargo
7. Grizzly
8. Deapsea Disaster
9. Blackout
10. Arctic Adventure
11. The Sunken Galleon
12. Goldmine
13. Rodeo
14. Hullabaloo in Hollywood
15. Tidal Wave
16. Lost